# Torre Generali
Der Torre Generali (Generali-Turm) ist ein Bürogebäude im Mailänder Stadtteil CityLife. Er ist nach dem Torre Unicredit und dem Torre Allianz das dritthöchste Haus der Stadt und nach dem Grattacielo della Regione Piemonte das vierthöchste Haus Italiens. Im Volksmund wird der Turm aufgrund seiner verdrehten Optik auch als Lo Storto (Der Verdrehte) bezeichnet. Das Gebäude besitzt eine Höhe von 177 Metern und bietet auf 44 Ebenen Büroräume für den italienischen Versicherungskonzern Assicurazioni Generali. Der Turm wurde durch die Architektin Zaha Hadid geplant und 2017 fertiggestellt.
Die offizielle Einweihung fand am 9. April 2019 im Beisein des damaligen italienischen Ministerpräsidenten Giuseppe Conte, des Mailänder Bürgermeisters Giuseppe Sala sowie des Präsidenten der Region Lombardei, Attilio Fontana, statt. Ebenfalls anwesend waren der Präsident der Generali-Gruppe, Gabriele Galateri, und CEO Philippe Donnet.
Am 30. Juni 2025 löste sich ein Teil eines etwa 15 Meter langen Leuchtschriftzugs auf dem Dach des Gebäudes aus der Verankerung. Der Vorfall verlief ohne weitere Folgen, sorgte jedoch für mediale Aufmerksamkeit.
Der Turm bildet zusammen mit dem Torre Allianz (Il Dritto – der Gerade) und dem krummen Torre Libeskind (Il Curvo) das Tre Torri Ensemble über der gleichnamigen Mailänder Metro-Station.